# Liste des titres musicaux numéro un au Royaume-Uni en 1958
Cette page liste les titres classés no 1 des ventes de disques au Royaume-Uni pour l'année 1958 selon The Official Charts Company.
Les classements hebdomadaires sont issus des UK Singles Chart et UK Albums Chart.

## Classement des singles
| №  | Date         | Artiste                                  | Titre                                                              | Référence |
| -- | ------------ | ---------------------------------------- | ------------------------------------------------------------------ | --------- |
| 1  | 3 janvier    | Harry Belafonte                          | Mary's Boy Child (en)                                              |           |
| 2  | 10 janvier   | Jerry Lee Lewis                          | Great Balls of Fire                                                |           |
| 3  | 17 janvier   | Jerry Lee Lewis                          | Great Balls of Fire                                                |           |
| 4  | 24 janvier   | Elvis Presley                            | Jailhouse Rock                                                     |           |
| 5  | 31 janvier   | Elvis Presley                            | Jailhouse Rock                                                     |           |
| 6  | 7 février    | Elvis Presley                            | Jailhouse Rock                                                     |           |
| 7  | 14 février   | Michael Holliday (en)                    | The Story of My Life                                               |           |
| 8  | 21 février   | Michael Holliday (en)                    | The Story of My Life                                               |           |
| 9  | 28 février   | Perry Como                               | Magic Moments                                                      |           |
| 10 | 7 mars       | Perry Como                               | Magic Moments                                                      |           |
| 11 | 14 mars      | Perry Como                               | Magic Moments                                                      |           |
| 12 | 21 mars      | Perry Como                               | Magic Moments                                                      |           |
| 13 | 28 mars      | Perry Como                               | Magic Moments                                                      |           |
| 14 | 4 avril      | Perry Como                               | Magic Moments                                                      |           |
| 15 | 11 avril     | Perry Como                               | Magic Moments                                                      |           |
| 16 | 18 avril     | Perry Como                               | Magic Moments                                                      |           |
| 17 | 25 avril     | Marvin Rainwater                         | Whole Lotta Woman                                                  |           |
| 18 | 2 mai        | Marvin Rainwater                         | Whole Lotta Woman                                                  |           |
| 19 | 9 mai        | Marvin Rainwater                         | Whole Lotta Woman                                                  |           |
| 20 | 16 mai       | Connie Francis                           | Who's Sorry Now? (en)                                              |           |
| 21 | 23 mai       | Connie Francis                           | Who's Sorry Now? (en)                                              |           |
| 22 | 30 mai       | Connie Francis                           | Who's Sorry Now? (en)                                              |           |
| 23 | 6 juin       | Connie Francis                           | Who's Sorry Now? (en)                                              |           |
| 24 | 13 juin      | Connie Francis                           | Who's Sorry Now? (en)                                              |           |
| 25 | 20 juin      | Connie Francis                           | Who's Sorry Now? (en)                                              |           |
| 26 | 27 juin      | Vic Damone                               | On the Street Where You Live                                       |           |
| 27 | 4 juillet    | Vic Damone The Everly Brothers (ex æquo) | On the Street Where You Live All I Have to Do Is Dream / Claudette |           |
| 28 | 11 juillet   | The Everly Brothers                      | All I Have to Do Is Dream / Claudette                              |           |
| 29 | 18 juillet   | The Everly Brothers                      | All I Have to Do Is Dream / Claudette                              |           |
| 30 | 25 juillet   | The Everly Brothers                      | All I Have to Do Is Dream / Claudette                              |           |
| 31 | 1er août     | The Everly Brothers                      | All I Have to Do Is Dream / Claudette                              |           |
| 32 | 8 août       | The Everly Brothers                      | All I Have to Do Is Dream / Claudette                              |           |
| 33 | 15 août      | The Everly Brothers                      | All I Have to Do Is Dream / Claudette                              |           |
| 34 | 22 août      | Kalin Twins                              | When                                                               |           |
| 35 | 29 août      | Kalin Twins                              | When                                                               |           |
| 36 | 5 septembre  | Kalin Twins                              | When                                                               |           |
| 37 | 12 septembre | Kalin Twins                              | When                                                               |           |
| 38 | 19 septembre | Kalin Twins                              | When                                                               |           |
| 39 | 26 septembre | Connie Francis                           | Carolina Moon / Stupid Cupid                                       |           |
| 40 | 3 octobre    | Connie Francis                           | Carolina Moon / Stupid Cupid                                       |           |
| 41 | 10 octobre   | Connie Francis                           | Carolina Moon / Stupid Cupid                                       |           |
| 42 | 17 octobre   | Connie Francis                           | Carolina Moon / Stupid Cupid                                       |           |
| 43 | 24 octobre   | Connie Francis                           | Carolina Moon / Stupid Cupid                                       |           |
| 44 | 31 octobre   | Connie Francis                           | Carolina Moon / Stupid Cupid                                       |           |
| 45 | 7 novembre   | Tommy Edwards                            | It's All in the Game                                               |           |
| 46 | 14 novembre  | Tommy Edwards                            | It's All in the Game                                               |           |
| 47 | 21 novembre  | Tommy Edwards                            | It's All in the Game                                               |           |
| 48 | 28 novembre  | Lord Rockingham's XI (en)                | Hoots Mon                                                          |           |
| 49 | 5 décembre   | Lord Rockingham's XI (en)                | Hoots Mon                                                          |           |
| 50 | 12 décembre  | Lord Rockingham's XI (en)                | Hoots Mon                                                          |           |
| 51 | 19 décembre  | Conway Twitty                            | It's Only Make Believe                                             |           |
| 52 | 26 décembre  | Conway Twitty                            | It's Only Make Believe                                             |           |

## Classement des albums
| №  | Date         | Artiste         | Titre                                                     | Référence |
| -- | ------------ | --------------- | --------------------------------------------------------- | --------- |
| 1  | 5 janvier    | Divers artistes | Bande originale du film Le Roi et moi (The King and I)    |           |
| 2  | 12 janvier   | Divers artistes | Bande originale du film Le Roi et moi (The King and I)    |           |
| 3  | 19 janvier   | Divers artistes | Bande originale du film Le Roi et moi (The King and I)    |           |
| 4  | 26 janvier   | Divers artistes | Bande originale du film La Blonde ou la Rousse (Pal Joey) |           |
| 5  | 2 février    | Divers artistes | Bande originale du film La Blonde ou la Rousse (Pal Joey) |           |
| 6  | 9 février    | Divers artistes | Bande originale du film La Blonde ou la Rousse (Pal Joey) |           |
| 7  | 16 février   | Divers artistes | Bande originale du film La Blonde ou la Rousse (Pal Joey) |           |
| 8  | 23 février   | Divers artistes | Bande originale du film La Blonde ou la Rousse (Pal Joey) |           |
| 9  | 2 mars       | Divers artistes | Bande originale du film La Blonde ou la Rousse (Pal Joey) |           |
| 10 | 9 mars       | Divers artistes | Bande originale du film La Blonde ou la Rousse (Pal Joey) |           |
| 11 | 16 mars      | Divers artistes | Bande originale du film Le Roi et moi (The King and I)    |           |
| 12 | 23 mars      | Divers artistes | Bande originale du film La Blonde ou la Rousse (Pal Joey) |           |
| 13 | 30 mars      | Divers artistes | Bande originale du film La Blonde ou la Rousse (Pal Joey) |           |
| 14 | 6 avril      | Divers artistes | Bande originale du film La Blonde ou la Rousse (Pal Joey) |           |
| 15 | 13 avril     | Divers artistes | Bande originale du film La Blonde ou la Rousse (Pal Joey) |           |
| 16 | 20 avril     | Divers artistes | Bande originale du film The Duke Wore Jeans (en)          |           |
| 17 | 27 avril     | Divers artistes | Bande originale du film The Duke Wore Jeans (en)          |           |
| 18 | 4 mai        | Divers artistes | My Fair Lady (Distribution originale de Broadway)         |           |
| 19 | 11 mai       | Divers artistes | My Fair Lady (Distribution originale de Broadway)         |           |
| 20 | 18 mai       | Divers artistes | My Fair Lady (Distribution originale de Broadway)         |           |
| 21 | 25 mai       | Divers artistes | My Fair Lady (Distribution originale de Broadway)         |           |
| 22 | 1er juin     | Divers artistes | My Fair Lady (Distribution originale de Broadway)         |           |
| 23 | 8 juin       | Divers artistes | My Fair Lady (Distribution originale de Broadway)         |           |
| 24 | 15 juin      | Divers artistes | My Fair Lady (Distribution originale de Broadway)         |           |
| 25 | 22 juin      | Divers artistes | My Fair Lady (Distribution originale de Broadway)         |           |
| 26 | 29 juin      | Divers artistes | My Fair Lady (Distribution originale de Broadway)         |           |
| 27 | 6 juillet    | Divers artistes | My Fair Lady (Distribution originale de Broadway)         |           |
| 28 | 13 juillet   | Divers artistes | My Fair Lady (Distribution originale de Broadway)         |           |
| 29 | 20 juillet   | Divers artistes | My Fair Lady (Distribution originale de Broadway)         |           |
| 30 | 27 juillet   | Divers artistes | My Fair Lady (Distribution originale de Broadway)         |           |
| 31 | 3 août       | Divers artistes | My Fair Lady (Distribution originale de Broadway)         |           |
| 32 | 10 août      | Divers artistes | My Fair Lady (Distribution originale de Broadway)         |           |
| 33 | 17 août      | Divers artistes | My Fair Lady (Distribution originale de Broadway)         |           |
| 34 | 24 août      | Divers artistes | My Fair Lady (Distribution originale de Broadway)         |           |
| 35 | 31 août      | Divers artistes | My Fair Lady (Distribution originale de Broadway)         |           |
| 36 | 7 septembre  | Divers artistes | My Fair Lady (Distribution originale de Broadway)         |           |
| 37 | 14 septembre | Elvis Presley   | King Creole                                               |           |
| 38 | 21 septembre | Elvis Presley   | King Creole                                               |           |
| 39 | 28 septembre | Elvis Presley   | King Creole                                               |           |
| 40 | 5 octobre    | Elvis Presley   | King Creole                                               |           |
| 41 | 12 octobre   | Elvis Presley   | King Creole                                               |           |
| 42 | 19 octobre   | Elvis Presley   | King Creole                                               |           |
| 43 | 26 octobre   | Elvis Presley   | King Creole                                               |           |
| 44 | 2 novembre   | Divers artistes | Bande originale du film South Pacific                     |           |
| 45 | 9 novembre   | Divers artistes | Bande originale du film South Pacific                     |           |
| 46 | 16 novembre  | Divers artistes | Bande originale du film South Pacific                     |           |
| 47 | 23 novembre  | Divers artistes | Bande originale du film South Pacific                     |           |
| 48 | 30 novembre  | Divers artistes | Bande originale du film South Pacific                     |           |
| 49 | 7 décembre   | Divers artistes | Bande originale du film South Pacific                     |           |
| 50 | 14 décembre  | Divers artistes | Bande originale du film South Pacific                     |           |
| 51 | 21 décembre  | Divers artistes | Bande originale du film South Pacific                     |           |
| 52 | 28 décembre  | Divers artistes | Bande originale du film South Pacific                     |           |

## Meilleures ventes de l'année
- Singles[1] : Elvis Presley - Jailhouse Rock
- Albums[2] : Divers artistes - My Fair Lady